# La Rage au ventre
Pour plus de détails, voir Fiche technique et Distribution.
La Rage au ventre ou Le Gaucher au Québec (Southpaw) est un film dramatique américain réalisé par Antoine Fuqua et sorti en 2015.

## Synopsis
Orphelin au passé difficile, Billy Hope mène aujourd'hui une vie fastueuse avec sa superbe femme Maureen et leur fille Leila. Il a pu leur offrir cette vie de rêve grâce à ses titres de champion du monde de boxe. Tout ce monde parfait s'écroule lorsque sa femme est tuée. Ruiné, Billy perd la garde de sa fille, car la justice estime qu'il n'est plus apte à assumer son rôle de père. Alors que son entourage l'a abandonné, Billy tente de se reconstruire auprès de Tick Willis, un ancien boxeur aujourd'hui entraîneur et gérant d'une salle de boxe. Billy va devoir repartir du bas de l'échelle pour regagner la confiance et la garde de sa fille.

## Fiche technique
Sauf indication contraire, les informations mentionnées dans cette section peuvent être confirmées par la base de données cinématographiques IMDb,  présente dans la section « Liens externes ».
- Titre original : Southpaw
- Titre français : La Rage au ventre
- Titre québécois : Le Gaucher
- Réalisation : Antoine Fuqua
- Scénario : Kurt Sutter
- Direction artistique : Derek R. Hill
- Décors : Gregory A. Weimerskirch
- Costumes : David C. Robinson
- Photographie : Mauro Fiore
- Montage : John Refoua
- Musique : James Horner
- Production : Todd Black, Jason Blumenthal, Antoine Fuqua, Alan et Peter Riche

Coproduction : Kat Samick
Production déléguée : Dylan Sellers, Kurt Sutter, Paul Rosenberg et Ezra Swerdlow
- Sociétés de production : Escape Artists, Fuqua Films et Riche Productions
- Sociétés de distribution : The Weinstein Company (États-Unis), SND (France)
- Budget : 30 millions de dollars[2]
- Pays d’origine :  États-Unis
- Langue originale : anglais
- Format : couleur - 2,35:1 - son Dolby numérique
- Genre : drame sportif
- Durée : 123 minutes
- Dates de sortie[3] :
  - France : 22 juillet 2015
  - États-Unis : 24 juillet 2015

## Distribution
- Jake Gyllenhaal (VF : Rémi Bichet ; VQ : Martin Watier) : Billy Hope
- Rachel McAdams (VF : Noémie Orphelin ; VQ : Geneviève Désilets) : Maureen Hope
- Forest Whitaker (VF : Emmanuel Jacomy ; VQ : François L'Écuyer) : Titus « Tick » Wills
- Oona Laurence (VF : Issia Lorrain ; VQ : Marguerite D'Amour) : Leila Hope
- Curtis « 50 Cent » Jackson (VF : Asto Montcho ; VQ : Jean-François Beaupré) : Jordan Mains
- Skylan Brooks (en) (VF : Tom Trouffier ; VQ : Gabriel Lessard): Hoppy
- Naomie Harris (VF : Annie Milon ; VQ : Pascale Montreuil) : Angela Rivera
- Victor Ortiz : Ramone
- Beau Knapp (VF : Jérémy Bardeau) : Jon Jon
- Miguel Gomez (VF : Joakim Latzko) : Miguel « Magic » Escobar
- Dominic Colon (VF : Sam Salhi) : Mikey
- Jose Caraballo : Eli Frost
- Malcolm Mays (en) : Gabe
- Aaron Quattrocchi : Keith « Buzzsaw » Brady
- Lana Young (VF : Jacky Tavernier) : Gloria
- Clare Foley (VF : Alice Taurand ; VQ : Creestal-Estella SawBane) : Alice
- Rita Ora : Maria Escobar
- David Raine (VF : Rody Benghezala) : l'inspecteur Miller
- Roy Jones Jr. : lui-même
- Doug Roberts (VF : Jean-Marc Charrier) : le manager de boxe

 Source et légende : version française (VF) sur RS Doublage ; version québécoise (VQ) sur Doublage Québec 

## Production

### Genèse, développement et attribution des rôles
En décembre 2010, DreamWorks acquiert les droits du scénario de Kurt Sutter et envisage le rappeur américain Eminem pour le rôle principal, quelques années après le film 8 Mile (2002). Kurt Sutter déclare avoir écrit son script en s'inspirant de la vie privée d'Eminem et après avoir rencontré certaines personnes de son entourage. Le scénariste décide d'utiliser une analogie avec la boxe pour retranscrire la vie du rappeur :

« J’ai eu, dit Sutter, des rendez-vous avec l'équipe de Marshall au cours des sept dernières années, en cherchant quelque chose à faire ensemble. Je sais qu’il est très sélectif et ne se disperse pas. Mais il a tant partagé de son combat personnel avec cet album brut, très honnête, qui me touche à bien des niveaux. Il s’intéresse beaucoup au genre du film de boxe, et cela semblait une métaphore appropriée, parce que sa propre vie a été une bagarre. D’une certaine manière, ce film est la continuation de l’histoire de 8 Mile, mais plutôt qu’une biographie au sens littéral, nous narrons de façon métaphorique le second chapitre de sa vie. Il jouera un champion du monde qui tombe vraiment très bas, et doit se battre pour retrouver sa vie, pour sa fillette. Au cœur du film, on trouve une nouvelle narration des luttes qu'il a menées ces cinq dernières années, usant de l’analogie du boxeur. Cela me plaît que le titre se réfère au fait que Marshall est gaucher, ce qui dans le milieu de la boxe revient à être blanc dans le milieu du hip hop ; dangereux, mal-aimé et absolument pas orthodoxe. La route est bien plus ardue pour une fausse patte que pour un boxeur droitier. »

En juin 2011, il est révélé qu'Antoine Fuqua est en négociations pour réaliser le film, alors qu'il devait mettre en scène un film biographique sur le rappeur Tupac Shakur. Cependant, en août 2011, Dreamworks se retire du projet, qui reste à l'arrêt quelque temps.
En novembre 2013, il est annoncé que Jake Gyllenhaal tiendra  le rôle principal, en remplacement d'Eminem qui s'est désisté, et que The Weinstein Company distribuera le film. L'acteur se prépare grâce à un entraînement intensif : plus de deux heures chaque jour pendant cinq à dix mois. Il gagne alors sept kilos de masse musculaire. Il prend également des cours de boxe avec un entraîneur particulier et affronte même plusieurs combattants.
Le rôle d'Angela devait initialement revenir à Lupita Nyong'o. En raison d'un conflit d'emploi du temps, elle est remplacée par Naomie Harris.

### Tournage
Le tournage débute le 16 juin 2014 et a lieu à Pittsburgh et Indiana en Pennsylvanie,.
Pour les scènes de matches de boxe, la production a fait appel à Todd Palladino et Rick Cypher qui ont filmé pendant 40 ans des combats pour la chaîne HBO et qui avaient déjà travaillé sur les films Fighter (2010) et Match retour. La production a également pu compter sur les célèbres commentateurs Jim Lampley et Roy Jones Jr. et sur l'arbitre Tony Weeks.

### Musique

#### Original score
La musique du film est composée par James Horner. C'est l'avant-dernier film du compositeur, décédé le 22 juin 2015 dans le crash de l'un de ses avions, dans la banlieue de Los Angeles,.
Liste des titres
1. The Preparations
2. A More Normal Life
3. A Fatal Tragedy
4. The Funeral, Alone…
5. Suicidal Rampage
6. Empty Showers
7. Dream Crusher
8. A Cry for Help
9. House Auction
10. A Long Road Back
11. Training
12. How Much They Miss Her
13. Hope vs Escobar
14. A Quiet Moment…

#### Music from and Inspired by the Motion Picture Southpaw
Un temps prévu dans le rôle principal, le rappeur Eminem produit l'album Music from and Inspired by the Motion Picture Southpaw (via son label Shady Records) et interprète notamment les deux premiers singles, Phenomenal et Kings Never Die,.

## Sortie
Le film aurait pu être présenté en compétition au Festival de Cannes 2015, mais à la suite de l'engagement de Jake Gyllenhaal dans le jury principal, Harvey Weinstein décida de le retirer de la sélection officielle.

### Critiques
Sur l'agrégateur américain Rotten Tomatoes, le film reçoit 60 % d'opinions favorables pour 88 critiques recensées. Sur Metacritic, le résultat est assez similaire avec une note moyenne de 56⁄100 pour 35 avis comptabilisés.
En France, les critiques sont également partagées mais plutôt favorables. Sur Allociné, le film obtient une moyenne de 3.6⁄5 pour 9 titres de presse. On peut notamment lire dans Gala « Et une victoire par K-O. ! Avec La rage au ventre, Jake Gyllenhaal prouve qu'il boxe définitivement dans la cour des grands ». Pour Closer, c'est une « comédie dramatique intense ». Dans Le Dauphiné libéré, on peut notamment lire « Retour à un genre fort du cinéma américain, le film de boxe, avec un Jake Gyllenhaal qui a suivi le régime adéquat pour se forger des biceps gros comme des massues ! ». Pour Barbara Théate du JDD, c'est plus qu'un film de boxe, c'est « une histoire de rédemption avec son lot de bons sentiments, mais sauvée par la mise en scène punchy d’Antoine Fuqua et le charisme de Jake Gyllenhaal, montagne de muscles ». Gérard Delorme de Première apprécie le film mais le compare à Rocky : « L’intrigue, écrite par le scénariste de The Shield et de Sons of Anarchy, tout comme la direction d’acteurs (Forest Whitaker est encore en roue libre) ne sont pas suffisamment dégrossies pour nous faire oublier Rocky ». Émilie Leoni de Télé 2 semaines est elle aussi partagée : « Malgré l'intrigue assez classique, le réalisateur Antoine Fuqua, grand habitué des films qui bombent le torse (Equalizer, La Chute de la Maison Blanche) étonne ici de finesse. Et offre un rôle en or à Jake Gyllenhaal. De quoi le mener tout en haut, jusqu'aux Oscars ? ».

### Box-office
Aux États-Unis, le film débute à la 5e place du box-office et engrange 16,7 millions de dollars de recettes pour son week-end d'ouverture dans 2 772 salles. En France, il attire 233 016 spectateurs pour sa première semaine.
| Pays ou région    | Box-office      | Date d'arrêt du box-office | Nombre de semaines |
| ----------------- | --------------- | -------------------------- | ------------------ |
| États-Unis Canada | 52 421 953 $    | -                          | -                  |
| France            | 720 615 entrées | 6 octobre 2015             | 11                 |
| Total mondial     | 91 970 827 $    |                            | -                  |